# Divinus perfectionis Magister
Divinus perfectionis Magister je apoštolská konstituce vyhlášená papežem Janem Pavlem II. 25. ledna 1983, kterou byl upraven proces kanonizace v katolické církvi spolu s dokumentem Normae servandae in inquisitionibus ab episcopis faciendis in causis sanctorum. Název dokumentu je odvozen od jeho prvních slov, která v češtině znamenají Božský učitel a vzor dokonalosti.

## Kontext
Až do Druhého vatikánského koncilu byl postup katolické církve při kanonizaci striktně rozdělen mezi dva extrémy. Při beatifikaci existovaly prakticky dva procesy, z nichž první rozvíjel diecézní biskup předsedající řádnému tribunálu, který jednal svým jménem. Druhý byl výhradně v rukou Apoštolského stolce.
V novém kanonizačním procesu byl revidován akt blahořečení, který stanovil, že se zkoumají dva zázraky, které jsou nutné pro kanonizaci kandidáta. Závěr nového procesu podepsal papež.
S obnovou, kterou koncil přinesl ve všech oblastech církve, byly kompetence bývalé Posvátné kongregace pro obřady, která byla zodpovědná za dohled nad kanonizačními procesy, převedeny na Kongregaci pro bohoslužbu a kázeň svátostí a na Kongregaci pro kauzy svatých, která se od roku 1969 věnuje dohledu nad těmito procesy. Pro druhou jmenovanou kongregaci bylo zapotřebí nových předpisů, které byly diktovány apoštolskou konstitucí Divinus perfectionis Magister papeže Jana Pavla II. vyhlášenou 25. ledna 1983.

## Obsah
Apoštolská konstituce je rozdělena na úvod a tři kapitoly. V úvodu papež Jan Pavel II. podal historický přehled kanonizačního procesu v katolické církvi a stanovil, že je třeba dodržovat normy popsané v následujících třech kapitolách: první hovoří o úloze diecézních biskupů, druhá popisuje úkoly Posvátné kongregace pro kauzy svatých a třetí představuje její způsob práce.
Obecně Divinus perfectionis Magister obsahuje nové normy potřebné pro kanonizační proces. Zdůrazňuje skutečnost, že diecéznímu biskupovi jsou svěřeny základní prvky procesu: zkoumání života světce, jeho spisů (ať už knih, dopisů nebo deníků), jeho ctností a zázraků. Biskup shromažďuje dokumenty, které se předkládají Svatému stolci.
Kongregace pro kauzy svatých přezkoumá dokumentaci, a pokud u kandidáta neshledá nic, co by odporovalo křesťanské víře, a posoudí ho jako vhodného ke kanonizaci, předá rozhodnutí papeži. Podle nových předpisů je blahoslavený osvobozen od požadavku na nové zázraky.

## Konsekvence
Proces kanonizace kandidáta, který zemřel v pověsti svatosti, byl mnohem rychlejší než starý proces, jak ukazuje počet svatých kanonizovaných během pontifikátu Jana Pavla II. a po něm. Je jich více než svatých kanonizovaných za více než tisíc pět set let historie.
Nechyběla kritika ze strany nekatolíků i katolíků. Z nich je třeba vyzdvihnout Kennetha Woodwarda, který ve své knize The Making of Saints („Továrna na svaté“) kritizoval nový kanonizační proces, protože mohl ignorovat nedostatečnou univerzálnost některých světců. Woodward ve své knize také uvedl, že s tímto novým postupem nesouhlasil ani Joseph Ratzinger, budoucí Benedikt XVI:
„Ratzinger připustil, že počet svatých a blahoslavených v posledním desetiletí vzrostl, a dodal, že jsou mezi nimi i takoví, kteří ,mohou něco znamenat pro určitou skupinu lidí, ale pro naprostou většinu věřících mnoho neznamenajíʻ. Ratzinger dále navrhl, aby byla dána přednost těm světcům, jejichž život obsahuje poselství, které je univerzálnější a relevantní pro současné věřící, a jako příklad uvedl Edith Steinovou a Nielse Stensena jako světce, kteří mají poselství pro moderní stav, i když druhý jmenovaný zemřel před třemi stoletími.“
(Kenneth L. Woodward, The Making of Saints)
Na druhé straně Kněžské bratrstvo svatého Pia V. ujišťovalo, že proces podle nových norem je příliš slabý, protože „je mnohem méně náročný, pokud jde o záruky požadované od církevních osob, takže Boží pomoc zajišťuje neomylnost kanonizace, a ještě více absenci faktického omylu při blahořečení“.
Kardinál José Saraiva Martins při prezentaci instrukce Sanctorum Mater upřesnil, že proces kanonizace „nesmí být zahájen, pokud není na základě nezvratných důkazů zjištěno, že Boží služebník, jehož se daná kauza týká, se těší hodnocení svatosti nebo mučednictví u značného počtu věřících, kteří se k němu obracejí ve svých modlitbách a připisují jeho přímluvě milosti a dobrodiní“. Tato instrukce reagovala na některé kritiky, kteří považovali právní předpisy vyhlášené Janem Pavlem II. za nepřesné. Podle Saraivy nový dokument Sanctorum Mater, schválený Benediktem XVI. zdůraznil přísnost celého procesu.